# Aciotis viscida
Aciotis viscida là một loài thực vật có hoa trong họ Mua. Loài này được (Benth.) Freire-Fierro mô tả khoa học đầu tiên năm 2001.